# 張柷
張柷（1401年—？），字起韶，直隸蘇州府長洲縣人，明朝政治人物。進士出身。

## 生平
應天府鄉試第四十四名。宣德五年（1430年）丁丑科會試第五十六名，殿試登進士第三甲第三十五名。

## 家族
曾祖張澤。祖父張適，曾任任工部郎中。父亲張妝。